# Chanhassen, Minnesota
Chanhassen là một thành phố nằm ở quậnCarver, Hennepin thuộc tiểu bang Minnesota, Hoa Kỳ. Thành phố có diện tích  km², dân số theo điều tra dân số năm 2000 của Cục điều tra dân số Hoa Kỳ là 20.321 người, dân số năm 2006 ước khoảng 23.520 người.